# The Greater Law
The Greater Law es una película muda estadounidense de género dramático estrenada en 1917 dirigida por Lynn Reynolds y protagonizada por Myrtle Gonzalez, Gretchen Lederer y George Hernandez.

## Reparto
- Myrtle Gonzalez como Barbara Henderson
- Gretchen Lederer como 'Seattle' Lou
- Maude Emory como Anne Malone
- G.M. Rickerts como Jimmy Henderson
- Lawrence Peyton como Cort Dorian
- George Hernandez como Tully Winkle
- Jack Curtis como Laberge
- Jean Hersholt como Basil Pelly